# José Figueroa Alcorta
José Figueroa Alcorta (Córdoba, 20 novembre 1860 – Buenos Aires, 27 dicembre 1931) è stato un politico argentino, Presidente dell'Argentina dal 12 marzo 1906 al 12 ottobre 1910.
Fu iniziato in massoneria nella Loggia Piedad y Union n. 34 di Córdoba il 19 febbraio 1892 e fu poi membro della Loggia di Buenos Aires Bernardino Rivadavia n. 174.